# Platz der Opfer des Nationalsozialismus
Der Platz der Opfer des Nationalsozialismus ist eine Grünfläche am Rande der Altstadt von München.

## Lage
Der Platz befindet sich am Nordende des Maximiliansplatzes und bildet die Verbindung zur Brienner Straße. Er ist Teil des Münchener Altstadtrings, der hier mit dem Oskar-von-Miller-Ring fortsetzt wird. Der Platz liegt schräg gegenüber dem ehemaligen Wittelsbacher Palais, in dem sich 1933–1945 das Hauptquartier und das Gefängnis der Münchner Gestapo befanden. 

„Es war ein Ort der Vernichtung, der Einschüchterung und des Terrors gegen politisch Andersdenkende, gegen rassistisch und religiös diskreditierte Minderheiten sowie gegen Menschen, die wegen ihrer sexuellen Orientierung oder ihrer Behinderung verfolgt wurden.“

In der nahegelegenen Maxvorstadt unterhielt die NSDAP im repräsentativen Parteiviertel zahlreiche Verwaltungseinrichtungen. Auf dem Königsplatz fanden martialische Aufmärsche und propagandistische Massenkundgebungen statt. Zwischen Karolinen- und Königsplatz befand sich seit 1931 die Parteizentrale der NSDAP, das "Braune Haus".

„An diesem historischen Ort ... wurde 2014 das neu errichtete NS-Dokumentationszentrum eröffnet. ... Er verankert die Erinnerung an die NS-Zeit topografisch in der Stadt und bietet zugleich Raum für eine kritische Auseinandersetzung mit der ... ehemalige[n] "Hauptstadt der Bewegung".“

## Geschichte
Seine Benennung im Jahre 1946 sorgte – nur ein Jahr nach dem Ende des Nationalsozialismus – für großen Unmut in der Bevölkerung, welche sogar zu einer Zerstörung des Straßenschilds führte. Dem Platz wurden bewusst keine Briefadressen zugeordnet. 
Bis 1985 befand sich auf dem Platz ein Gedenkstein, der »Den Opfern im Widerstand gegen den Nationalsozialismus« gewidmet war. Er wurde von Karl Oppenrieder aus Granit gestaltet. Er befindet sich heute auf dem Platz der Freiheit im Stadtteil Neuhausen.
Nach einer längeren Diskussion über eine optische Aufwertung des Platzes und ein damit einhergehendes "würdevolleres Erinnern" genehmigte der Münchner Stadtrat im April 2012 Umbaumaßnahmen. Der neu gestaltete Platz der Opfer des Nationalsozialismus wurde nach einer Kranzniederlegung durch Oberbürgermeister Christian Ude am 27. Januar 2014 der Öffentlichkeit übergeben.

## Denkmäler

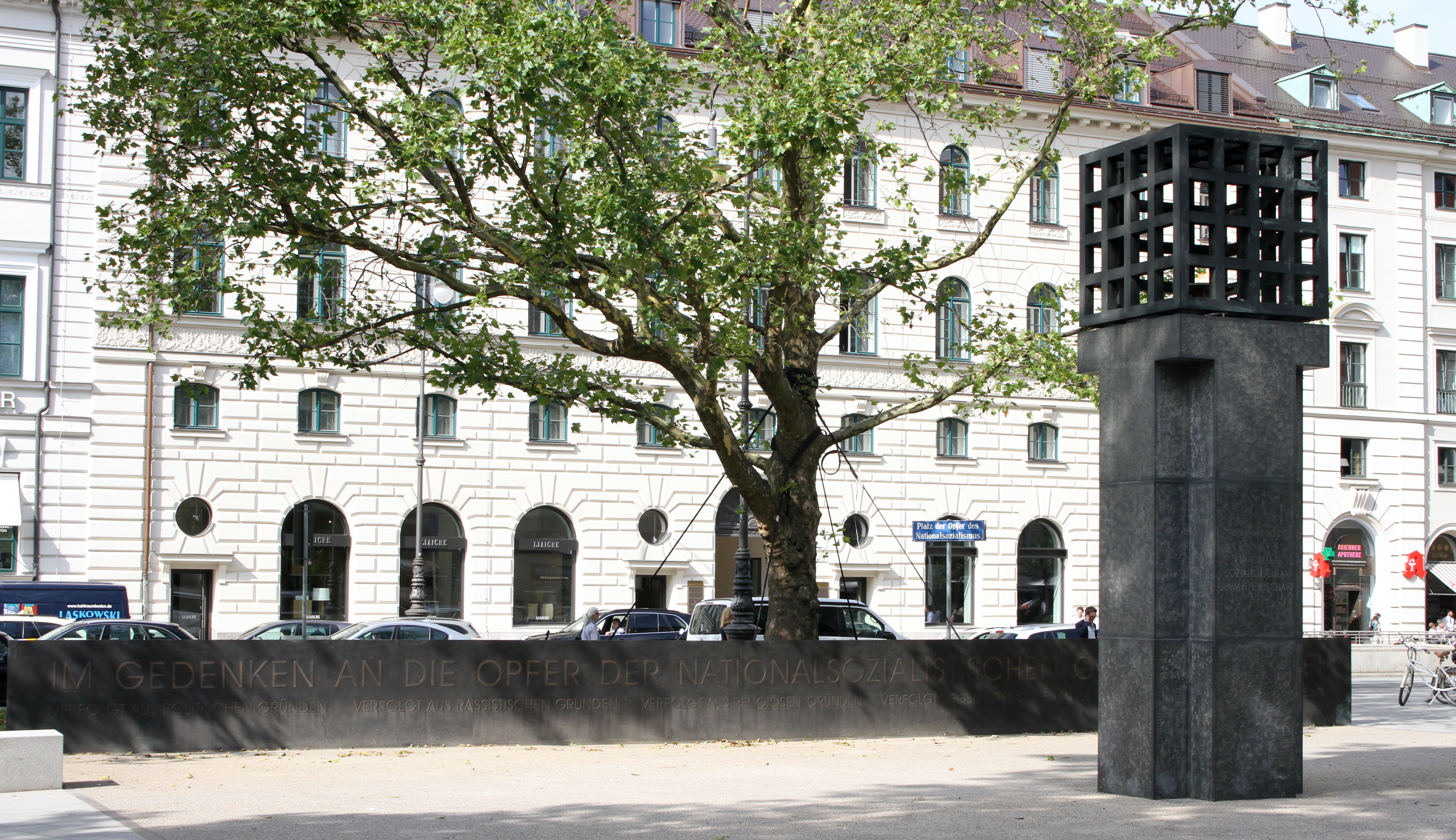
Denkmal für die Opfer des Nationalsozialismus: Ewige Flamme und Bronzeplatte dahinter

Auf dem Platz befindet sich seit 1985 das Denkmal für die Opfer der NS-Gewaltherrschaft, eine Säule mit ewiger Flamme. Wenig entfernt befindet sich seit 1995 ein in den Rasen eingelassener Gedenkstein, der an die ermordeten Münchner Sinti und Roma erinnert. Seit den 2014 abgeschlossenen Umbaumaßnahmen befindet sich hinter der ewigen Flamme eine 18,5 Meter lange und 1,30 Meter hohe Bronzetafel mit der Inschrift "Im Gedenken an die Opfer der nationalsozialistischen Gewaltherrschaft".